# كأس ألمانيا 1991–92
كأس ألمانيا 1991–92 (بالألمانية: DFB-Pokal 1991/92)‏ هو الموسم 49 من كأس ألمانيا. أشرف على تنظيمه اتحاد ألمانيا لكرة القدم، وكان عدد الأندية المشاركة فيه 88، وفاز فيه هانوفر 96.